# 約翰·凱因體育館
約翰·凱因體育館是一座位於澳洲維多利亞州墨爾本墨爾本公園的綜合體育館。場館的名字於2020年12月啓用。

## 主要活動

### 文娛演出
- 2007年10月7日，張學友《學友光年世界巡迴演唱會》（墨爾本站）
- 2009年5月28日，五月天《D.N.A創造世界巡迴演唱會》（墨爾本站）
- 2010年3月26日，容祖兒《StarLight 世界巡迴演唱會》（墨爾本站）
- 2010年5月14日，五月天《D.N.A創造世界巡迴演唱會安可場》（墨爾本站）
- 2011年10月4日，張學友《1/2世紀世界巡迴演唱會》（墨爾本站）
- 2017年9月30日，鄧紫棋《G.E.M. Queen of Hearts 世界巡迴演唱會》（墨爾本站）
- 2018年2月26日，Westlife《The Love 世界巡迴演唱會（英语：The Love Tour (Westlife concert tour)）》（墨爾本站）
- 2018年9月18日，五月天《人生無限公司巡迴演唱會》（墨爾本站）
- 2025年4月2日，蘇打綠《二十年一刻巡迴演唱會》（墨爾本站）

## 外部連結
- 官方網站
- 約翰·凱因體育館 at Austadiums

| 前任： Hanns-Martin-Schleyer-Halle 司徒加特  | 世界場地自由車錦標賽 比賽場館 2004 | 繼任： ADT活動中心 洛杉磯  |
| 前任： Apeldoorn Omnisport Centre 阿珀爾多倫 | 世界場地自由車錦標賽 比賽場館 2012 | 繼任： 明斯克體育館 明斯克 |